# Подкривањ
Подкривањ (слч. Podkriváň) насељено је мјесто са административним статусом сеоске општине (слч. obec) у округу Дјетва, у Банскобистричком крају, Словачка Република.

## Становништво
| Година:    | 1994. | 2004.    | 2014.   | 2024.   |
| ---------- | ----- | -------- | ------- | ------- |
| Број људи: | 725   | 616      | 594     | 561     |
| Разлика:   |       | -15,03 % | -3,57 % | -5,55 % |

| Година:    | 2023. | 2024.   |
| ---------- | ----- | ------- |
| Број људи: | 546   | 561     |
| Разлика:   |       | +2,74 % |

Према подацима о броју становника из 2011. године насеље је имало 599 становника.